# Кищимска авария
Кищимската авария (на руски: Кыштымская авария) е ядрен инцидент, последван от радиоактивно замърсяване, станало в Челябинска област, РСФСР, СССР на 29 септември 1957 г. Позната е по името на най-близкия град Кищим.
Инцидентът става в комплекса „Маяк“ – завод за плутоний, ядрени оръжия и преработка на ядрено гориво за СССР. Оценен е като авария от 6-а степен по международната скала за ядрени и радиационни събития (INES), което го прави третият по опасност ядрен инцидент в историята след аварията на АЕЦ Фукушима и Чернобилската авария (които са от 7-о ниво на INES).
Събитието се случва в град Озьорск (Челябинска област) – затворен град, построен край комплекса „Маяк“. Тъй като Озьорск (наричан също Челябинск-40 и Челябинск-65) не е означен на картите, случаят е обявен като бедствие в Кищим, най-близкия известен град.

## Преди аварията
Веднага след Втората Световна война съветското правителство констатира, че страната изостава от САЩ в разработването на ядрено оръжие. Затова бързо започва да развива програми за научни изследвания и военна дейност за производство на достатъчно количество оръжеен уран и плутоний. Завод „Маяк“ е построен между 1945 и 1948 г. Проблемите за околната среда не са били взети под сериозно внимание в ранния етап на развитие. Всичките 6 реактора са на брега на езерото Къзълташ и използват отворен цикъл за охлаждане на системата, като замърсената вода се изхвърля обратно в езерото, а по-късно – в река Теча (от басейна на река Об). След силното радиоактивно замърсяване на езерото и реката, постепенно част от течните отпадъци започват да се изливат не в реката, а в безотточното езеро Карачай, което впоследствие е консервирано предвид заплахата от широкомащабно радиационно замърсяване (консервацията се осъществява от 1973 до 2015 г.) Високоактивните радиоактивни отпадъци се съхраняват на специални площадки на територията на предприятието в затворени специално оборудвани резервоари, строени през 1950-те години.
Построените хранилища се състоят от стоманени цилиндрични резервоари, монтирани в бетонна основа на 8,2 метра под земята. Поради високото ниво на радиация самите отпадъци се загряват до големи температури (макар и верижната реакция да не е възможна) и по тази причина е направен охладител за всяка банка, съдържаща не повече от 20 цистерни. 

## Експлозия
През 1957 г. излиза от строя система за охлаждане на резервоар, който съдържа около 70 – 80 тона течни радиоактивни отпадъци. Температурата в него започва да расте и в резултат на изпарението последва химически взрив на сухи отпадъци, състоящи се предимно от амониев нитрат и ацетат. Взривът на 29 септември 1957 г. по оценки е със сила около 70 – 100 тона ТНТ, който изхвърля 160-тонни бетонни капаци във въздуха.
Няма никакви преки жертви в резултат на експлозията, но тя поражда 20 MCi (800 PBq) радиоактивност. Голяма част от замърсяването се концентрира в близост до мястото на инцидента, което допринася за замърсяването на река Теча, а шлейфът (следата) от радионуклиди се състои от 2 MCi (80 PBq) се разпространява на стотици километри. По-рано замърсени територии, намиращи се в зоната на заразяване, включва река Теча, в която умишлено сKabakchi, S. A. и др. Data Analysis and Physicochemical Modeling of the Radiation Accident in the Southern Urals in 1957 //  Atomnaya Energiya (1).   Moscow, January 1995. DOI:10.1007/BF02408278.  Архивиран от оригинала на 3 April 2015.а изхвърляни отпадъци, вече е получила 2,75 MCi (100 PBq), и езерото Карачай, което е замърсено със 120 MCi (4000 PBq).
В следващите 10 до 11 часа радиоактивният облак се движи на североизток, достигайки 300 – 350 km от мястото на инцидента. Разпространението на облака води до дългосрочно замърсяване на площ от над 800 до 20 000 km² (в зависимост от замърсяването), на първо място с цезий-137 и стронций-90. Тази област обикновено се нарича Източноуралска радиоактивна следа.

## Евакуация
Най-малко 22 села, изложени на радиация в резултат на аварията, с общо население около 10 000 души, са евакуирани. Някои са евакуирани след седмица, но отнема почти 2 години за евакуацията на всички жители.
| Село            | Население | Евакуационно време (в дни) | Доза радиация в (mSv) |
| --------------- | --------- | -------------------------- | --------------------- |
| Бердяниш        | 421       | 7 – 17                     | 520                   |
| Сатликово       | 219       | 7 – 14                     | 520                   |
| Галикаево       | 329       | 7 – 14                     | 520                   |
| Руска Караболка | 458       | 250                        | 440                   |
| Алабуга         | 486       | 255                        | 120                   |
| Югоконево       | 2045      | 250                        | 120                   |
| Горни           | 472       | 250                        | 120                   |
| Игиш            | 223       | 250                        | 120                   |
| Трошково        | 81        | 250                        | 120                   |
| Бойовка         | 573       | 330                        | 40                    |
| Мелниково       | 183       | 330                        | 40                    |
| Фадино          | 266       | 330                        | 40                    |
| Гусево          | 331       | 330                        | 40                    |
| Мал. Сабурово   | 75        | 330                        | 40                    |
| Скориново       | 170       | 330                        | 40                    |
| Брюканово       | 89        | 330                        | 40                    |
| Кривошейно      | 372       | 670                        | 40                    |
| Кожакул         | 631       | 670                        | 40                    |
| Тигиш           | 441       | 670                        | 40                    |
| Четиркино       | 278       | 670                        | 42                    |
| Клюкино         | 346       | 670                        | 40                    |
| Кирпичики       | 160       | 7 – 14                     | 5                     |

## След аварията
Поради секретността на „Маяк“, населението на засегнатите райони първоначално не е информирано за инцидента. Седмица по-късно (6 октомври) започва операция по евакуацията на 10 000 души от зоната на поражение, без властите да дават обяснение за причините.
Неясното послание за „катастрофална авария“ и „валеж на радиоактивен дъжд както над Съветския съюз, така и над много съседни държави“ се появяват в Западната преса между 13 и 14 април 1958 г., а първите подробности се появяват във виенския вестник „ Die Presse“ на 17 март 1959.
Реалният брой на жертвите остава неизвестен, тъй като радиационно-индуцираният рак е клинично неразличим от всеки друг рак, и честотата може да се измерва само въз основа на епидемиологични проучвания. В една книга се твърди, че „през 1992 г. изследване, проведено от Института по биофизика в Челябинск към бившото съветското Министерство на здравеопазването показва, че 8015 души са починали в течение на предишните 32 години в резултат на злополуката.“ За сравнение, само 6000 души имат свидетелство за смърт сред жителите в района на река Теча в периода от 1950 до 1982 г. Съветското изследване вероятно отчита по-широк географски район, засегнат от радиоактивната вълна. Най-често се цитира оценка на 200 смъртни случая от рак, но произходът на тази информация не е ясен. По-скорошни проучвания показват, че около 49 до 55 смъртни случая от рак сред жителите могат да бъдат свързани с радиационно облъчване., pp. 174 – 199 Това включва ефектите от всички радиоактивни емисии в реката, от които 98% са налични много преди 1957 г., когато става произшествието, но не се вземат под внимание последствията от радиоактивната вълна, която се разпростира на североизток. В областта най-близо до аварията са диагностицирани 66 случаи на хронична лъчева болест.
За да се намали разпространението на радиоактивното замърсяване след аварията, замърсената почва е изкопана и складирана в специални ограждения, наричени „гробища“. Правителството на СССР през 1968 г. замаскира площта, засегната от Източноуралската радиоактивна следа чрез създаване на научен резерват „Източен Урал“, който забранява достъпа до засегнатата област.
Според A. Gyorgy, автор на книгата „No Nukes: Everyone's Guide to Nuclear Power“, който се позовава на Закона за свобода на информацията, ЦРУ е знаело за аварията през 1957 г., но е държало това в тайна заради предотвратяване на неблагоприятни последици за още неукрепналата американската атомна промишленост. През 1989 г. Съветското правителство започва постепенното разсекретяване на документи, отнасящи се до аварията. Предполага се, че този инцидент частично е вдъхновил създателите на руския научнофантастичен роман „Пикник край пътя“.

## Ситуация към 2016 г.
Нивото на радиация в Озьорск е около 0,1 mSv на година – счита се за безопасно за човека, но зоната на радиоактивната следа все още е силно радиоактивна.